# Umarizal
Umarizal es un barrio central de la ciudad de Belém, capital del estado de Pará. Conocido reducto de bohemios, intelectuales y sambistas en las décadas de 1970 y 1980, el barrio de Umarizal era esencialmente una zona residencial. Con el crecimiento poblacional de Belém, fueron construidos muchos edificios en el área, ocupando el espacio que antes correspondía a grandes y antiguos caseríos.
Umarizal se convirtió con el correr del tiempo en uno de los barrios más caros de la ciudad, después de Nazaré. Además de edificios y residencias del periodo de expansión, el barrio se caracterizó a partir de la década de 1990 como un gran centro nocturno de la ciudad con restaurantes, bares, clubes y casas de epectáculos. El mayor ícono de Umarizal es la avenida Visconde de Souza Franco, o ¨Doca¨, donde se concentran buena parte de las atracciones.

## Origen del nombre
El nombre del barrio Umarizal deriva de la abundancia de árboles de umari durante la época de la colonización portuguesa, el cual producía una fruta silvestre .

## Personalidades
En este barrio nacieron y vivieron renombrados artistas e intelectuales, como el escritor y periodista Raymundo Mario Sobral, la periodista y escritora Eneida de Moraes, el sambista y compositor David Miguel y la educadora Poranga Jucá.

## Infraestructura
Además de ser una amplia zona residencial, Umarizal cuenta con diversos bares, clubes y restaurantes que le dan al lugar vida nosturna. Las principales líneas de ómnibus son: Alcindo Cacela, Alcindo Cacela/Domingos Marreiros, Castanheira/Presidente Vargas, Pedreira/Nazaré, Sacramenta/Nazaré, Cremação y UFPA/Padre Eutíquio.
- Datos: Q6155379